# Derovatellus bisignatus
Derovatellus bisignatus är en skalbaggsart som beskrevs av Ahlwarth 1921. Derovatellus bisignatus ingår i släktet Derovatellus och familjen dykare. Inga underarter finns listade i Catalogue of Life.